# Episodi di Carnival Row (seconda stagione)
La seconda e ultima stagione della serie televisiva Carnival Row, composta da dieci episodi, è stata pubblicata sulla piattaforma streaming on demand Prime Video dal 17 febbraio al 17 marzo 2023, in tutti i Paesi in cui è disponibile.
| nº | Titolo originale        | Titolo italiano         | Pubblicazione    |
| -- | ----------------------- | ----------------------- | ---------------- |
| 1  | Fight or Flight         | Contesa o arresa        | 17 febbraio 2023 |
| 2  | New Dawn                | La Nuova Alba           | 17 febbraio 2023 |
| 3  | The Martyr's Hand       | La mano del martire     | 24 febbraio 2023 |
| 4  | An Unkindness of Ravens | Una scortesia dei Corvi | 24 febbraio 2023 |
| 5  | Reckoning               | Regolamento di conti    | 3 marzo 2023     |
| 6  | Original Sins           | Peccati originali       | 3 marzo 2023     |
| 7  | Kindred                 | Legami di sangue        | 10 marzo 2023    |
| 8  | Facta Non Verba         | Fatti non parole        | 10 marzo 2023    |
| 9  | Battle Lines            | Schieramenti            | 17 marzo 2023    |
| 10 | Carnival Row            | Carnival Row            | 17 marzo 2023    |

## Contesa o arresa
- Titolo originale: Fight or Flight
- Diretto da: Thor Freudenthal
- Scritto da: Erik Oleson, Travis Beacham e Marc Guggenheim (sceneggiatura); Erik Oleson (soggetto)

### Trama
- Special guest star: Alice Krige (Aoife Tsigani).
- Guest star: Jamie Harris (Sergente Dombey), Chloe Pirrie (Dahlia).

## La Nuova Alba
- Titolo originale: New Dawn
- Diretto da: Thor Freudenthal
- Scritto da: Sarah Byrd

### Trama
- Special guest star: Alice Krige (Aoife Tsigani).
- Guest star: Andrew Buchan (Mikulas Vir), Ariyon Bakare (Darius Sykes), Jamie Harris (Sergente Dombey), Chloe Pirrie (Dahlia).

## La mano del martire
- Titolo originale: The Martyr's Hand
- Diretto da: Wendey Stanzler
- Scritto da: Wesley Strick

### Trama
- Guest star: Andrew Buchan (Mikulas Vir), Ariyon Bakare (Darius Sykes), Jamie Harris (Sergente Dombey), Chloe Pirrie (Dahlia).

## Una scortesia dei Corvi
- Titolo originale: An Unkindness of Ravens
- Diretto da: Wendey Stanzler
- Scritto da: Dylan Gallagher e Mateja Božičević

### Trama
- Guest star: Ariyon Bakare (Darius Sykes), Jamie Harris (Sergente Dombey).

## Regolamento di conti
- Titolo originale: Reckoning
- Diretto da: Julian Holmes
- Scritto da: Tania Lotia

### Trama
- Guest star: Andrew Buchan (Mikulas Vir), Ariyon Bakare (Darius Sykes), Jamie Harris (Sergente Dombey).

## Peccati originali
- Titolo originale: Original Sins
- Diretto da: Julian Holmes
- Scritto da: Jim Dunn

### Trama
- Guest star: Andrew Buchan (Mikulas Vir).

## Legami di sangue
- Titolo originale: Kindred
- Diretto da: Andy Goddard
- Scritto da: Sam Ernst

### Trama
- Guest star: Andrew Buchan (Mikulas Vir).

## Fatti non parole
- Titolo originale: Facta Non Verba
- Diretto da: Andy Goddard
- Scritto da: Jim Dunn, Sam Ernst e Erik Oleson

## Schieramenti
- Titolo originale: Battle Lines
- Diretto da: Julian Holmes
- Scritto da: Amanda Kramer e Tania Lotia

### Trama
- Special guest star: Alice Krige (Aoife Tsigani).
- Guest star: Andrew Buchan (Mikulas Vir).

## Carnival Row
- Titolo originale: Carnival Row
- Diretto da: Andy Goddard
- Scritto da: Sarah Byrd e Erik Oleson

### Trama
- Guest star: Andrew Buchan (Mikulas Vir).